# Troldflagermus
Troldflagermusen (Pipistrellus nathusii) er en flagermus i familien barnæser. Den er knyttet til ældre løvskov og findes ret almindeligt i Danmark. Om sommeren findes den i hule træer, fuglekasser og huse. Den overvintrer lignende steder. Det videnskabelige navn nathusii er givet til ære for den tyske agronom Hermann von Nathusius (1809-1879), der stillede en større samling af flagermus til rådighed for videnskaben.

## Udseende og kendetegn
Den ligner dværgflagermusen og pipistrelflagermusen, men er lidt større. Vingefanget er på op til 25 centimeter, kropslængden mellem 4,5 og 6 centimeter og vægten på op til 10 gram. Pelsen er rødbrun på oversiden og gråhvid på undersiden. Længden af underarmen er 32-37 mm og femte finger 42-48 mm. Hos dværg- og pipistrelflagermus er underamen 28-33 mm og den femte finger er sjældent længere end 41 mm. Desuden er den anden øvre fortand lidt længere end første fortands mindste spids hos troldflagermus, mens den er kortere hos de to andre arter. Den kan også kendes på sit ultralydsskrig. Under jagt benytter den et skrig på 37-44 kHz med en langsommere skrigrate og ofte en staccato-rytme.

## Levevis
Troldflagermusen begynder at jage fra lige efter solnedgang. Den flyver højt, og med store sving. Føden består af flyvende insekter. Man ser den typisk jagende mellem ældre løvtræer over veje i skove og langs skovkanter, ligesom den ofte ses ved søer og åer, dog sjældent langt fra løvtræer.
Troldflagermusen er en langdistanceflyver, der strejfer meget om. Den er f.eks. kendt fra Færøerne og boreplatforme ved de britiske øer. Den foretager desuden store regulære træk. F.eks. er troldflagermus ringmærket i de baltiske lande genfundet i Tyskland, Holland, Belgien, Frankrig, Schweiz og Italien. Flokke af flere hundrede dyr er truffet ved pynter på den sydsvenske kyst.

## Udbredelse
Troldflagermusen findes pletvis i Storbritannien, Portugal, Spanien og Holland, mere sammenhængende i det sydlige Frankrig og nordlige Italien samt i Centraleuropa østpå til Kaukasus.
I Danmark er den udbredt og forholdsvis almindelig i egnede områder i store dele af landet.